# Kristina Ilinykh
Kristina Alexyevna Ilinykh (russe : Кристина Алексеевна Ильиных, née le 27 novembre 1994 à Iekaterinbourg) est une plongeuse russe.

## Carrière
Elle est médaillée d'argent du tremplin à 1 mètre aux Championnats d'Europe de natation 2014, médaillée d'argent du tremplin à 3 mètres aux Championnats d'Europe de plongeon 2015, médaillée de bronze du tremplin à 3 mètres synchronisé  avec Nadezhda Bazhina aux Championnats d'Europe de plongeon 2015 et aux Championnats d'Europe de natation 2016 et médaillée d'or au tremplin à 3 mètres synchronisé avec Nadezhda Bazhina aux Championnats d'Europe de plongeon 2017.
Elle remporte lors des Mondiaux de 2017 ainsi qu'aux Championnats d'Europe de natation 2018 la médaille de bronze au tremplin synchronisé de 3 mètres avec Nadezhda Bazhina.
Aux Championnats d'Europe de plongeon 2019, elle est médaillée de bronze du tremplin à 1 mètre et médaillée d'argent du tremplin à 3 mètres.
Elle est médaillée d'or en plongeon par équipes aux Championnats d'Europe de natation 2020 à Budapest.